# Mino da Fiesole

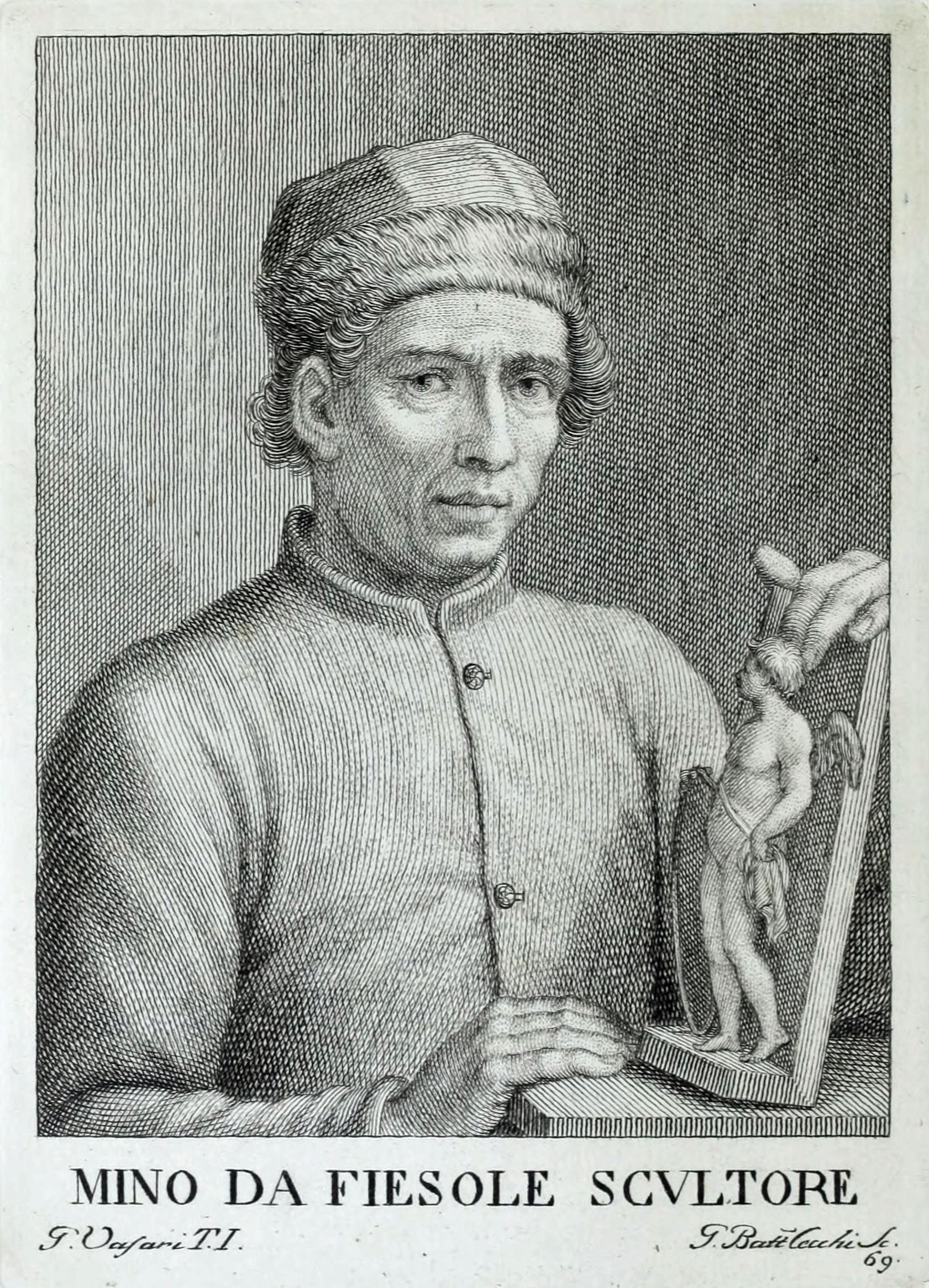
Mino da Fiesole

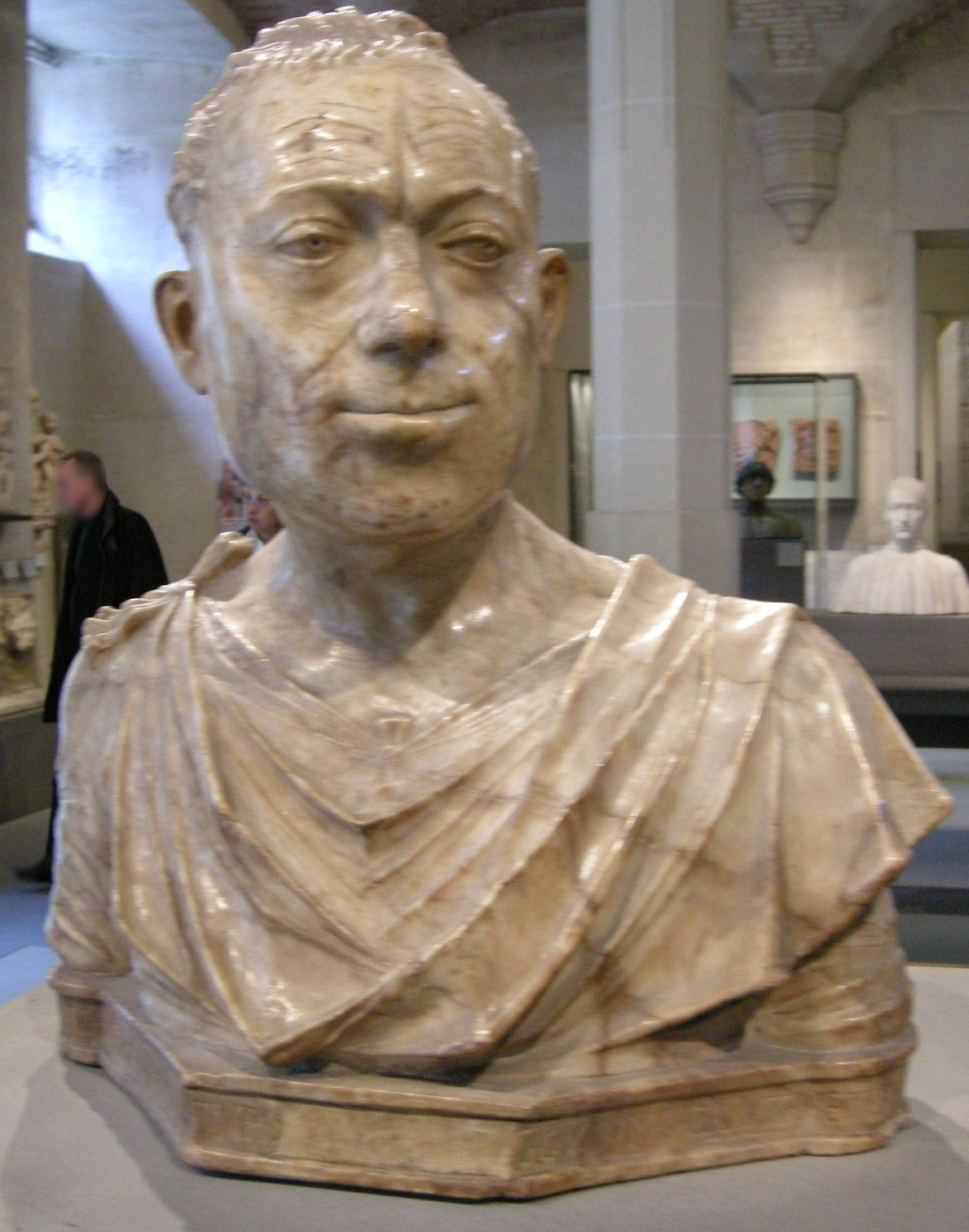
Mino da Fiesole: Busto de Diotisalvi Neroni, 1464.

Mino da Fiesole (Poppi, 1429 - Florença, 1484), foi um escultor italiano.
Foi treinado possivelmente por Antonio Rossellino em Florença, e passou boa parte de sua carreira em Roma, onde estudou a estatuária antiga, concentrando-se nos retratos. Lá executou entre outros trabalhos monumentos fúnebres para vários cardeais e para o papa Paulo II, às vezes em associação com Andrea Bregno. Embora sua técnica não seja brilhante, adquiriu sua fama com os retratos, gênero em que foi um dos primeiros a se especializar, deixando composições notáveis nos retratos de Pedro de Médici, Niccolò Strozzi, Astorgio Manfredi, Rinaldo della Luna e Diotisalvi Neroni, entre outros